# Ivar Roslund
Ivar Emil Roslund, född 4 juli 1907 i Malmö S:t Johannes församling, död 30 maj 1988, var en svensk fotbollsspelare som spelade för Malmö FF.
Roslund spelade totalt 311 matcher och gjorde 179 mål för Malmö FF mellan 1925 och 1937. Han spelade även en landskamp för Sveriges B-landslag 1932.